# Silvio Romero
Silvio Ezequiel Romero (Córdoba, 22 luglio 1988) è un calciatore argentino, attaccante dell'Instituto (C).

## Carriera
Ha giocato nella prima divisione argentina (di cui è anche stato capocannoniere), in quella francese ed in quella messicana.

## Palmarès

### Club
- Coppa Sudamericana: 1

Lanús: 2013
- Coppa Suruga Bank: 1

Independiente: 2018

### Individuale
- Capocannoniere della Coppa Sudamericana: 1

2019 (5 reti)
- Capocannoniere del campionato argentino: 1

2019-2020 (12 gol, a pari merito con Rafael Santos Borré)